# Hrabstwo Scotland (Karolina Północna)
Hrabstwo Scotland (ang. Scotland County) – hrabstwo w stanie Karolina Północna w Stanach Zjednoczonych.

## Geografia
Według spisu z 2000 roku obszar całkowity hrabstwa obejmuje powierzchnię 321 mil2 (831,39 km²), z czego 319 mil2 (826,21 km²) stanowią lądy, a 2 mile2 (5,18 km²) stanowią wody. Według szacunków United States Census Bureau w roku 2012 miało 36 094 mieszkańców. Jego siedzibą administracyjną jest Laurinburg.

### Miasta
- East Laurinburg
- Gibson
- Laurinburg
- Wagram

### CDP
- Deercroft
- Laurel Hill
- Old Hundred
- Scotch Meadows